# Saison 2018-2019 de l'Association sportive de Béziers Hérault
Cette page présente la saison 2018-2019 de l'Association sportive de Béziers Hérault en Pro D2.

## Entraîneurs
- David Aucagne : entraineur principal
- David Gérard : entraineur des avants

## Effectif pro 2018-2019
| Nom                   | Poste            | Naissance         | Nationalité sportive | International | Dernier club         | Arrivée au club (année) |
| --------------------- | ---------------- | ----------------- | -------------------- | ------------- | -------------------- | ----------------------- |
| Francisco Fernandes   | Pilier           | 6 septembre 1985  | Portugal             | 20 (5)        | Tyrosse RCS          | 2011                    |
| Zakaria El Fakir      | Pilier           | 29 janvier 1997   | France               | -             | Formé au club        | 2011                    |
| Timothée Lafon        | Pilier           | 17 février 1989   | France               | -             | US Dax               | 2015                    |
| Vitolio Manukula      | Pilier           | 25 avril 1984     | France               | -             | Aviron bayonnais     | 2014                    |
| Reda Wardi            | Pilier           | 2 août 1995       | France               | -             | Formé au club        | 2015                    |
| Karim Kouider         | Pilier           | 15 septembre 1985 | France               | -             | Lyon OU              | 2016                    |
| Quentin Samaran       | Pilier           | 30 décembre 1997  | France               | -             | Formé au club        | 2017                    |
| Jamie Hagan           | Pilier           | 15 janvier 1987   | Irlande              | 1 (0)         | Melbourne Rebels     | 2017                    |
| Marco Pinto Ferrer    | Talonneur        | 11 novembre 1987  | Espagne              | 14 (0)        | US Oyonnax rugby     | 2012                    |
| Dorian Marco-Pena     | Talonneur        | 14 août 1996      | France               | -             | Formé au club        | 2016                    |
| Clément Estériola     | Talonneur        | 9 décembre 1990   | France               | -             | RC Narbonne          | 2018                    |
| Benjamin Desroches    | Deuxième ligne   | 29 octobre 1989   | France               | -             | SC Albi              | 2017                    |
| Yassine Maamry        | Deuxième ligne   | 8 juillet 1993    | Maroc                | 2 (0)         | Provence rugby       | 2016                    |
| Karl Wilkins          | Deuxième ligne   | 28 février 1996   | Angleterre           | -             | Formé au club        | 2016                    |
| Mathias Marie         | Deuxième ligne   | 9 janvier 1991    | France               | -             | FC Grenoble          | 2017                    |
| Joseph Tuineau        | Deuxième ligne   | 18 août 1981      | Tonga                | -             | US Dax               | 2018                    |
| Éloi Massot           | Troisième ligne  | 10 octobre 1990   | France               | -             | CSA Bourgoin         | 2012                    |
| Jean-Baptiste Barrère | Troisième ligne  | 15 décembre 1989  | France               | -             | Section paloise      | 2015                    |
| Karl Wilking          | Troisième ligne  | 8 février 1996    | Angleterre           |               | Formé au club        | 2016                    |
| Jonathan Best         | Troisième ligne  | 2 mars 1983       | Algérie              | 2 (0)         | FC Grenoble          | 2017                    |
| Thomas Hoarau         | Troisième ligne  | 1er juin 1995     | France               | -             | RC Toulon            | 2016                    |
| Tyrone Viiga          | Troisième ligne  | 9 juin 1991       | Îles Cook            | 3 (0)         | Greater Sydney Rams  | 2017                    |
| Jean-Baptiste Grenod  | Troisième ligne  | 13 mars 1996      | France               | -             | Formé au club        | 2018                    |
| Carl Vuillecard       | Troisième ligne  | 7 août 1997       | France               |               | Tarbes PR            | 2018                    |
| Kelly Meafua          | Troisième ligne  | 16 octobre 1990   | Samoa                |               | West Harbour RFC     | 2018                    |
| Arnaud Pic            | Demi de mêlée    | 21 novembre 1985  | France               |               | US Dax               | 2018                    |
| Charly Trussardi      | Demi de mêlée    | 21 mars 1997      | Italie               |               | ASM Clermont         | 2018                    |
| Tomás Munilla         | Demi de mêlée    | 3 août 1998       | Espagne              |               | Complutense Cisneros | 2018                    |
| Thibault Suchier      | Demi d'ouverture | 20 juin 1991      | France               | -             | Lyon OU              | 2013                    |
| Victor Dreuille       | Demi d'ouverture | 24 juillet 1998   | France               | -             | Formé au club        | 2016                    |
| Dylan Russell         | Demi d'ouverture | 22 mars 1998      | France               |               | Stade montois        | 2018                    |
| Sam Katz (en)         | Demi d'ouverture | 7 septembre 1990  | Angleterre           |               | El Salvador rugby    | 2018                    |
| Apimeleki Nawaqatabu  | 3/4 centre       | 3 février 1995    | Fidji                | -             | USA Perpignan        | 2017                    |
| Jordan Puletua        | 3/4 centre       | 28 février 1990   | Nouvelle-Zélande     | -             | FC Auch              | 2014                    |
| Wesley Douglas        | 3/4 centre       | 28 novembre 1996  | Angleterre           | -             | Formé au club        | 2016                    |
| Maxime Veau           | 3/4 centre       | 9 août 1988       | France               | -             | US Oyonnax           | 2018                    |
| Savenaca Rawaca       | 3/4 centre       | 20 août 1991      | Fidji                | -             | Aviron bayonnais     | 2018                    |
| Maxime Espeut         | 3/4 centre       | 20 août 1991      | France               | -             | Formé au club        | 2018                    |
| Elijah Niko           | 3/4 aile         | 11 septembre 1990 | Nouvelle-Zélande     | -             | SC Albi              | 2016                    |
| Morad Touizni         | 3/4 aile         | 27 juillet 1992   | France               | -             | Formé au club        | 2012                    |
| Alipate Ratini        | 3/4 aile         | 17 février 1991   | Fidji                | -             | Stade français       | 2017                    |
| Roméo Ballu           | 3/4 aile         | 21 mars 1996      | France               | -             | Formé au club        | 2017                    |
| Lucas Daminiani       | Arrière          | 8 juillet 1995    | France               | -             | RC Narbonne          | 2016                    |
| Jérôme Porical        | Arrière          | 20 septembre 1985 | France               | 4 (0)         | Lyon OU              | 2017                    |
| Pierre Bérard         | Arrière          | 23 mai 1991       | France               | -             | Castres olympique    | 2018                    |

## Calendrier et résultats

### Pro D2
| - AS Béziers - Soyaux Angoulême XV : 25-21 - AS Béziers - RC Massy : 37-26 - Stade montois - AS Béziers : 35-14 - CA Brive - AS Béziers : 27-6 - AS Béziers - US Montauban : 27-5 - US Carcassonne - AS Béziers : 47-13 - AS Béziers - US Oyonnax : 24-19 - Colomiers rugby - AS Béziers : 30-24 - AS Béziers - Stade aurillacois : 34-7 - RC Vannes - AS Béziers : 12-9 - Provence rugby - AS Béziers : 17-15 - AS Béziers - Aviron bayonnais : 30-13 - AS Béziers - US bressane : 16-6 - Biarritz olympique - AS Béziers : 21 -23 - AS Béziers - USO Nevers : 12-9 | - US Montauban - AS Béziers : 18 -20 - AS Béziers - US Carcassonne : 23-18 - US Oyonnax - AS Béziers : 23-13 - AS Béziers - CA Brive : 29-20 - Stade aurillacois - AS Béziers : 19-3 - AS Béziers - Colomiers rugby : 25-13 - Aviron bayonnais - AS Béziers : 21-15 - AS Béziers - Stade montois : 19-16 - RC Massy - AS Béziers : 24-27 - AS Béziers - Biarritz olympique : 12-23 - Soyaux Angoulême XV - AS Béziers : 28-0 - AS Béziers - Provence rugby : 20-19 - USO Nevers - AS Béziers : 15-15 - AS Béziers - RC Vannes : 27-23 - US bressane - AS Béziers : 27-6 |

### Classement de la saison régulière
| Rang | Club                | J  | V  | N | D  | Bo | Bd | Pm  | Pe  | Diff | Pts |
| ---- | ------------------- | -- | -- | - | -- | -- | -- | --- | --- | ---- | --- |
| 1    | CA Brive (R)        | 30 | 19 | 1 | 10 | 6  | 7  | 816 | 556 | +260 | 91  |
| 2    | Oyonnax Rugby (R)   | 30 | 17 | 1 | 12 | 9  | 8  | 811 | 633 | +178 | 87  |
| 3    | Aviron bayonnais    | 30 | 17 | 1 | 12 | 6  | 7  | 719 | 537 | +182 | 83  |
| 4    | RC Vannes           | 30 | 17 | 1 | 12 | 3  | 7  | 671 | 619 | +52  | 80  |
| 5    | Stade montois       | 30 | 16 | 1 | 13 | 6  | 6  | 681 | 599 | +82  | 78  |
| 6    | USO Nevers          | 30 | 16 | 1 | 13 | 6  | 6  | 653 | 589 | +64  | 78  |
| 7    | Biarritz olympique  | 30 | 15 | 1 | 14 | 5  | 7  | 776 | 638 | +138 | 74  |
| 8    | AS Béziers          | 30 | 17 | 1 | 12 | 1  | 3  | 573 | 602 | -29  | 74  |
| 9    | Soyaux Angoulême XV | 30 | 14 | 1 | 15 | 5  | 5  | 614 | 646 | -32  | 68  |
| 10   | Provence Rugby (P)  | 30 | 15 | 0 | 15 | 3  | 5  | 682 | 730 | -48  | 68  |
| 11   | US Carcassonne      | 30 | 14 | 0 | 16 | 3  | 6  | 629 | 703 | -74  | 65  |
| 12   | US Montauban        | 30 | 13 | 1 | 16 | 3  | 7  | 568 | 678 | -110 | 64  |
| 13   | Colomiers Rugby     | 30 | 13 | 0 | 17 | 3  | 6  | 534 | 594 | -60  | 61  |
| 14   | Stade aurillacois   | 30 | 13 | 0 | 17 | 3  | 6  | 552 | 702 | -150 | 61  |
| 15   | US bressane (P)     | 30 | 13 | 1 | 16 | 4  | 2  | 586 | 777 | -191 | 60  |
| 16   | RC Massy            | 30 | 5  | 1 | 24 | 1  | 6  | 499 | 751 | -252 | 29  |

|  | Qualication pour les demi-finales (no 1, no 2) .          |
|  | Qualification pour les barrages (no 3, no 4, no 5, no 6). |
|  | Relégation en Fédérale 1 (no 15 et no 16).                |
|  | R : relégués 2018 • P : promus 2018                       |

## Statistiques

### Championnat de France
Meilleurs réalisateurs
| Rang | Joueur | Poste | Points | Essais | Transf. | Pén. | Drops |
| ---- | ------ | ----- | ------ | ------ | ------- | ---- | ----- |
| 1    | -      | -     | -      | -      | -       | -    | -     |
| 2    | -      | -     | -      | -      | -       | -    | -     |
| 3    | -      | -     | -      | -      | -       | -    | -     |
| 4    | -      | -     | -      | -      | -       | -    | -     |
| 5    | -      | -     | -      | -      | -       | -    | -     |

Meilleurs marqueurs
| Rang | Joueur | Poste | Essais |
| ---- | ------ | ----- | ------ |
| 1    | -      | -     | -      |
| 2    | -      | -     | -      |
| 3    | -      | -     | -      |
| 4    | -      | -     | -      |
| 5    | -      | -     | -      |